# 30829 Wolfwacker
30829 Wolfwacker è un asteroide della fascia principale. Scoperto nel 1990, presenta un'orbita caratterizzata da un semiasse maggiore pari a 2,3031637 UA e da un'eccentricità di 0,1476827, inclinata di 4,36628° rispetto all'eclittica.